# ゆめゆめ☆ゆうゆう
『ゆめゆめ☆ゆうゆう』は、花森ぴんくによる日本の少女漫画作品。略称「ゆめ☆ゆう」。『なかよし』（講談社）にて2005年12月号から2007年1月号にかけて連載された（ただし2006年6月号は休載）。全13話。コミックスはなかよしKC（講談社）より全3巻が発刊されている。

## 概要
花森にとっては『ぴちぴちピッチ』終了から8か月ぶりの新作だった。陰陽五行説がベースとなっている。連載開始時は表紙に加えて巻頭見開きカラー扉、翌2006年1月号では2号連続の巻頭見開きカラー扉、さらに同年2月号の表紙では主人公の神楽優女の全身像を出している。
『ぴちぴちピッチ』がコミックス7巻分まで発売され、テレビアニメ化もされたのに対し本作品は比較的短命に終わった。そのため陽の世界の朱雀や帝は登場せずに終了した。

## あらすじ
神楽優女は中学3年生。おまじないに頼っていて、姉の妃女とはちがう。ある日、夢を見て、陰の世界の巫女がいなくなり、烈火という少年と出会い、陽の世界の巫女になる。しかし、それを機に、優女と妃女の運命の歯車は大きくきしみ始める。

## 用語
陽の世界
ふだん私たちが住んでいる世界のことである。
陰の世界
王朝中国風の異世界で、陽の世界と表裏一体となっている。

## 主な登場人物

### 陽の世界
神楽優女（かぐら ゆめ）
この物語の主人公。陽の世界の巫女となる。おまじないを頼っている中学3年生。妃女の双子の妹。あおいのことが好きだったが、烈火のことが好きになる。6月6日生まれで、血液型はB型。
朱堂烈火（すどう れっか）
陰の世界の朱雀。陰の世界を元に戻すため、優女達と一緒に麒麟を探す。しかし、陰の巫女、妃女の手によって殺されてしまった。
水城あおい（みずき あおい）
陽の世界の青龍。学園のアイドル。
黒部漱石（くろべ そうせき）
陽の世界の玄武。優女の社会科の先生。
金城ましろ（かねしろ ましろ）
陽の世界の白虎。漱石のことが好きだった。大人気アイドル。
日（リー）
烈火とともに陰の世界からやってきた小さな女の子。陰の世界に行くと大きくなる。巫女に仕える。優女を新しい巫女だと信じている。優女の理解者。好きな食べ物は苺。

### 陰の世界
神楽妃女（かぐら ひめ）
優女の双子の姉。美人で、とても中学生とは思えないプロポーションの持ち主。学校の生徒会長。烈火のことが好きだったが、彼に振られたことで陰の世界の巫女となる。小さい時に悲しい過去があった。月に心を操られている。6月6日生まれのB型。
北宮ユウ（ほっきゅう ユウ）
陰の世界の玄武。烈火とは幼なじみだったが、敵対することになった。妃女のことを一番に信用した。
東風娘々（トウフウ ニャンニャン）
陰の世界の青龍。妃女のことが嫌い。ボク少女。
虎吉（フーチー）
陰の世界の白虎。漢字が「虎吉」と呼ぶため、優女から「トラキチ」と呼ばれている。
月（ユエ）
妃女を陰の世界の巫女にした。陰の世界では大きくなれる。かなりの美少女。

## 書誌情報
- 花森ぴんく 『ゆめゆめ☆ゆうゆう』 講談社〈講談社コミックスなかよし〉、全3巻
  1. 2006年4月28日発売[1]、ISBN 4-06-364110-4
  2. 2006年11月6日発売[1]、ISBN 4-06-364126-0
  3. 2007年6月6日発売[1]、ISBN 978-4-06-364150-9